# Ranger 7
Ranger 7 – amerykańska sonda kosmiczna wysłana w ramach programu Ranger, a zarazem pierwsza udana misja w ramach tego programu. Statek planowo zderzył się z Księżycem 31 lipca 1964, wykonując ponad 4300 zdjęć jego powierzchni w ciągu 17 minut przed upadkiem. Były to pierwsze zdjęcia Srebrnego Globu wykonane przez amerykański statek kosmiczny.

## Przebieg misji

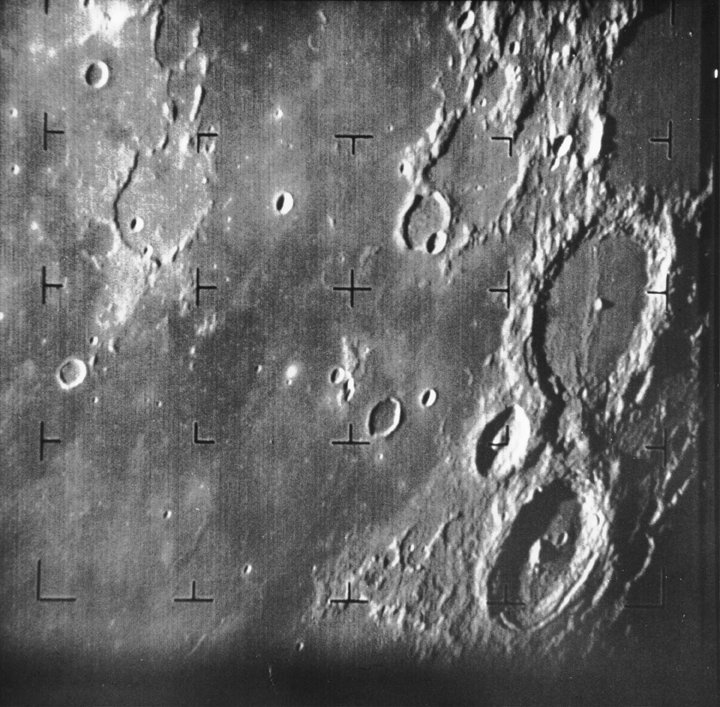
Pierwsze zdjęcie Księżyca wykonane przez amerykański statek kosmiczny (Ranger 7). Trzy okrągłe kratery to: od góry, Ptolemeusz, Alphonsus i Arzachel.

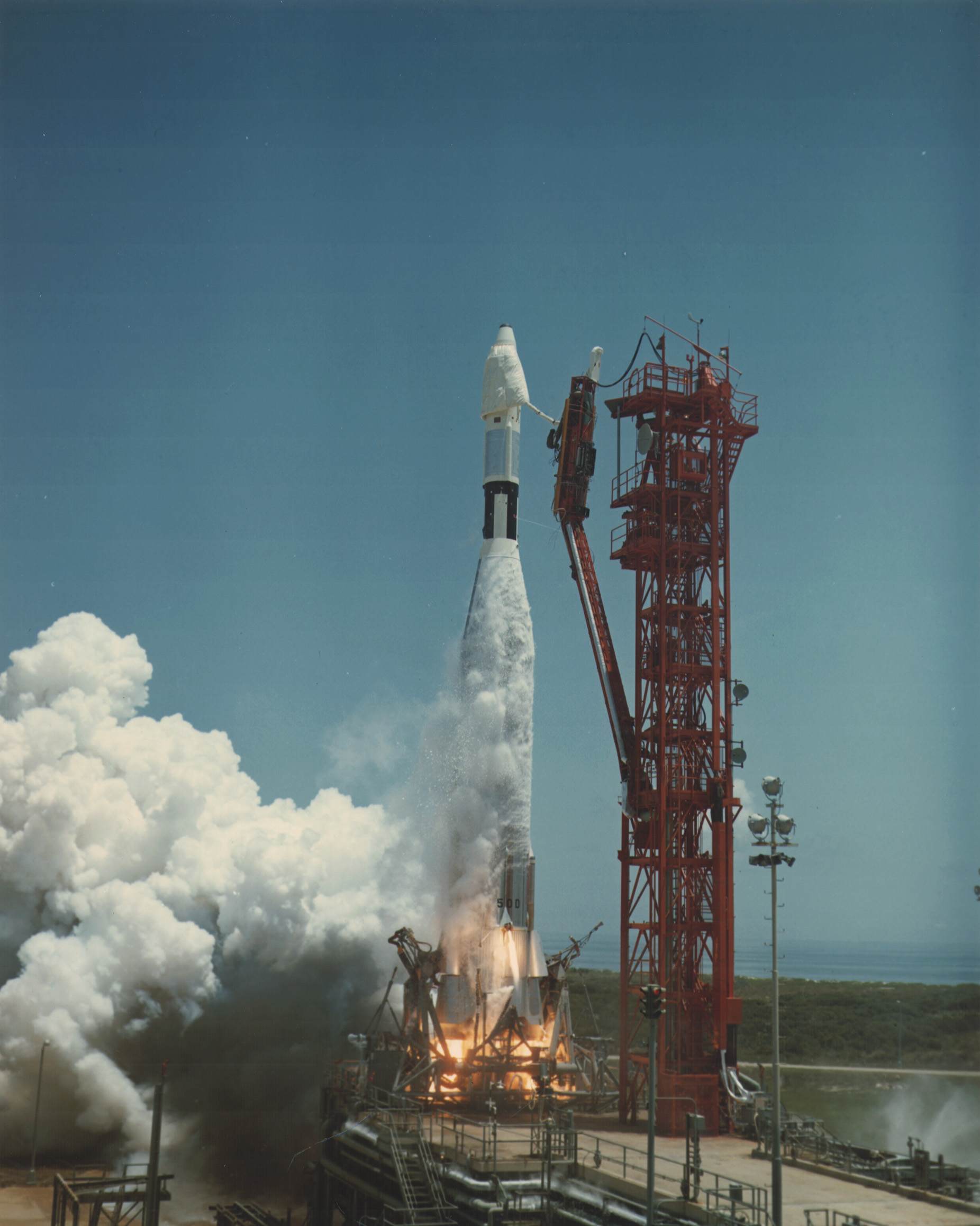
Start rakiety Atlas Agena B z sondą Ranger 7 na pokładzie

Rakietą nośną Atlas Agena B wystrzelono sondę na tymczasową orbitę okołoziemską, na wysokości 192 km. Pół godziny po starcie drugie odpalenie członu Agena umieściło statek na trajektorii doksiężycowej. Po odłączeniu Rangera od ostatniego członu rakiety nośnej, rozłożyły się panele ogniw słonecznych, włączono system kontroli położenia i przełączono komunikację z anteny dookolnej na paraboliczną. Drugiego dnia, 29 lipca o 10:27 UTC, wykonano planowy manewr korekcji trajektorii. Jedynym zakłóceniem misji na tym etapie była krótkotrwała utrata namiaru na statek przez antenę stacji naziemnej na przylądku Canaveral.
Ranger 7 doleciał do Księżyca 31 lipca. Osiemnaście minut przed uderzeniem, kanał F zaczął się nagrzewać przez minutę w ramach przygotowań do pracy. Pierwsze zdjęcie wykonane zostało o 13:08:45 UTC, 2110 km od Księżyca. Przez kolejne siedemnaście minut statek przesłał 4308 zdjęć. Ostatnie zdjęcie przed zderzeniem z powierzchnią Srebrnego Globu ma rozdzielczość 0,5 metra. Trajektoria była nachylona pod kątem 26,84° do równika Księżyca. Upadek sondy po 68,6 godziny lotu nastąpił między Mare Nubium a Oceanus Procellarum, w punkcie o współrzędnych selenograficznych: 10,70° S, 339,33° E. Uderzenie nastąpiło o godzinie 13:25:48,82 UTC, z prędkością 2,62 km/s (9432 km/h). Statek działał poprawnie aż do zderzenia z Księżycem.

## Instrumenty

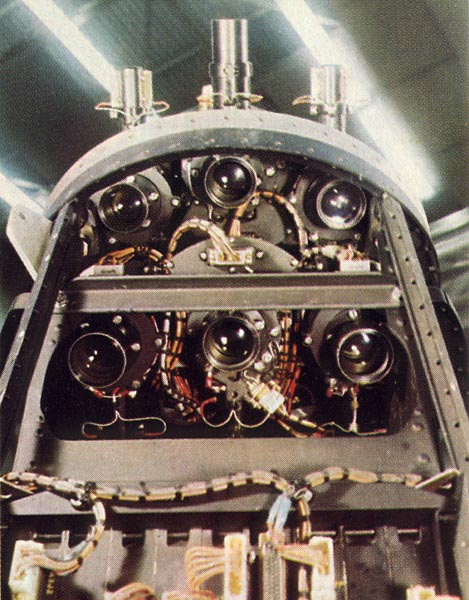
System kamer stosowany na sondach Ranger Block III

- System telewizyjny

Ważący 173 kg system kamer składał się z sześciu widikonowych kamer telewizyjnych, zdolnych do przesyłania wysokorozdzielczych zbliżeń powierzchni Księżyca podczas ostatnich minut przed zderzeniem sondy z jego powierzchnią. Wykonane zdjęcia służyły do opracowania misji lądowników Surveyor i lotów załogowych Apollo. Wszystkie kamery miały aperturę 1 cala (2,54 cm). Fotoprzewodnikiem w nich był siarczek antymonu-tlenosiarczek (ASOS). Kamery podzielone były na dwa zespoły, każdy z niezależnym zasilaniem, w celu zwiększenia niezawodności. Pierwszy (nazywany F) składał się z dwóch kamer z pełnym skanowaniem. Kamera A była kamerą szerokokątną, o polu widzenia 25° i ogniskowej 25 mm (światłosiła f/0,95). Kamera B była wąskokątna (8,4°) i miała ogniskową o długości 76 mm (światłosiła f/25). Obraz kamer miał 11 mm² powierzchni, składał się z 1150 linii i był skanowany w 2,5 s. Tyle samo trwało kasowanie obrazu, co oznacza, że zdjęcia mogły być wykonywane co pięć sekund. Drugi zespół (P) składał się z czterech kamer o skanowaniu częściowym, dwóch wąsko- (pole widzenia 2,1°, ogniskowa 76 mm, światłosiła f/25) i dwóch szerokokątnych (pole widzenia 25°, ogniskowa 25 mm, światłosiła f/0,95). Obraz miał wielkość 2,8 mm², składał się z 300 linii, a jego skanowanie zajmowało 0,2 s. Pola widzenia kamer nakładały się i zawierały jedno w drugim.
Szczelinowa migawka kamer wyzwalana była elektromagnetycznie. Element światłoczuły kamer był wspólny. Naprzemiennie naświetlano na nim dwanaście zdjęć zespołu P kamer (4 kamery) i zdjęcia zespołu F (dwie kamery).
Obraz wideo zapisywany był w dwóch formach: na magnetycznym rejestratorze taśmowym oraz kineskopie (lampa katodowa rekonstruowała obraz, który uwieczniany był na filmie 35 mm). Kamery z pełnym skanowaniem rozpoczęły nadawanie o 13:08 UTC 31 lipca 1964, 17 min 13 s przed zderzeniem. Kamery drugiego zespołu rozpoczęły pracę cztery minuty później, 13 min 40 s przed zderzeniem. Ostatnie obrazy z kamer z pełnym skanowaniem wykonano 2,5 i 5 s przed uderzeniem, a z kamer o częściowym skanowaniu: 0,2 i 0,4 s przed uderzeniem. Ostatnie obrazy noszą wyraźne rozmazania spowodowane wzajemnym ruchem statku i Księżyca.
System zwrócił 4308 zdjęć zebranych w dwóch zbiorach NASA.